# Kurort Hartha
Kurort Hartha – uzdrowiskowa część miasta Tharandt w Niemczech, w kraju związkowym Saksonia, w powiecie Sächsische Schweiz-Osterzgebirge, nad rzeką Todbach.

## Historia

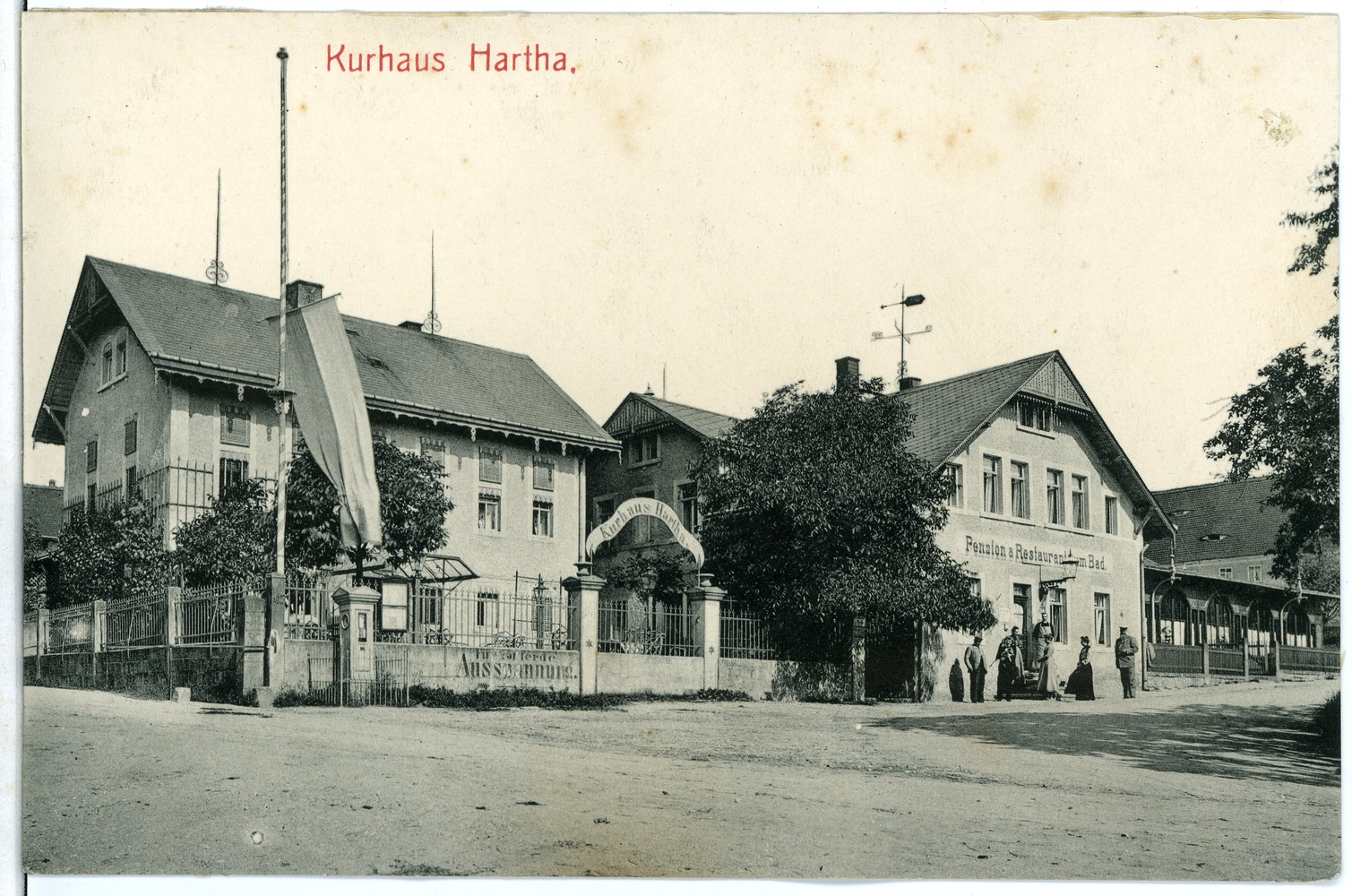
Dom zdrojowy w 1901

Pierwsi letnicy przybyli tu z Drezna w 1868, a wraz z budową uzdrowiska w 1870 Hartha znana była również jako Bad Hartha. Z czasem uzdrowisko stawało się coraz bardziej popularne. Odbywały się tutaj koncerty i spektakle teatralne dla kuracjuszy. 
Od 1904 wieś stała się uzdrowiskiem klimatycznym, a oficjalną nazwę miejscowości, Kurort Hartha, nadano w 1933, po połączeniu z sąsiednią wsią Hintergersdorf. Od 1973 miejscowość wraz z dzielnicami Grillenburg, Fördergersdorf i Spechtshausen ma status „Staatlich anerkannten Erholungsortes”.

## Oferta uzdrowiskowa
Co roku odbywają się tu publiczne imprezy biegowe i rowerowe o znaczeniu ponadregionalnym oraz tzw. tydzień zdrowia. Powstał też park nordic walking. Uzdrowisko oferuje fizjoterapię, kursy jogi i ćwiczenia relaksacyjne, sauny, kąpiele piwne i sale fitness, a także inne zajęcia, takie jak jazda na rowerze, jazda konna i piesze wędrówki oraz narciarstwo biegowe zimą.

## Zabytki i osobliwości
- rzeźba jelenia,
- kwiatowy zegar słoneczny,
- Parkhotel Forsthaus,
- kamień jubileuszowy cesarza Wilhelma II,
- leśna dzwonnica Glockenstuhl,
- pomnik Sebastiana Kneippa,
- amfiteatr leśny,
- Waldandachtsplatz (leśny plac modlitw),
- leśny park botaniczny (Forstbotanischer Garten Tharandt),
- groby żołnierskie[2].

## Galeria

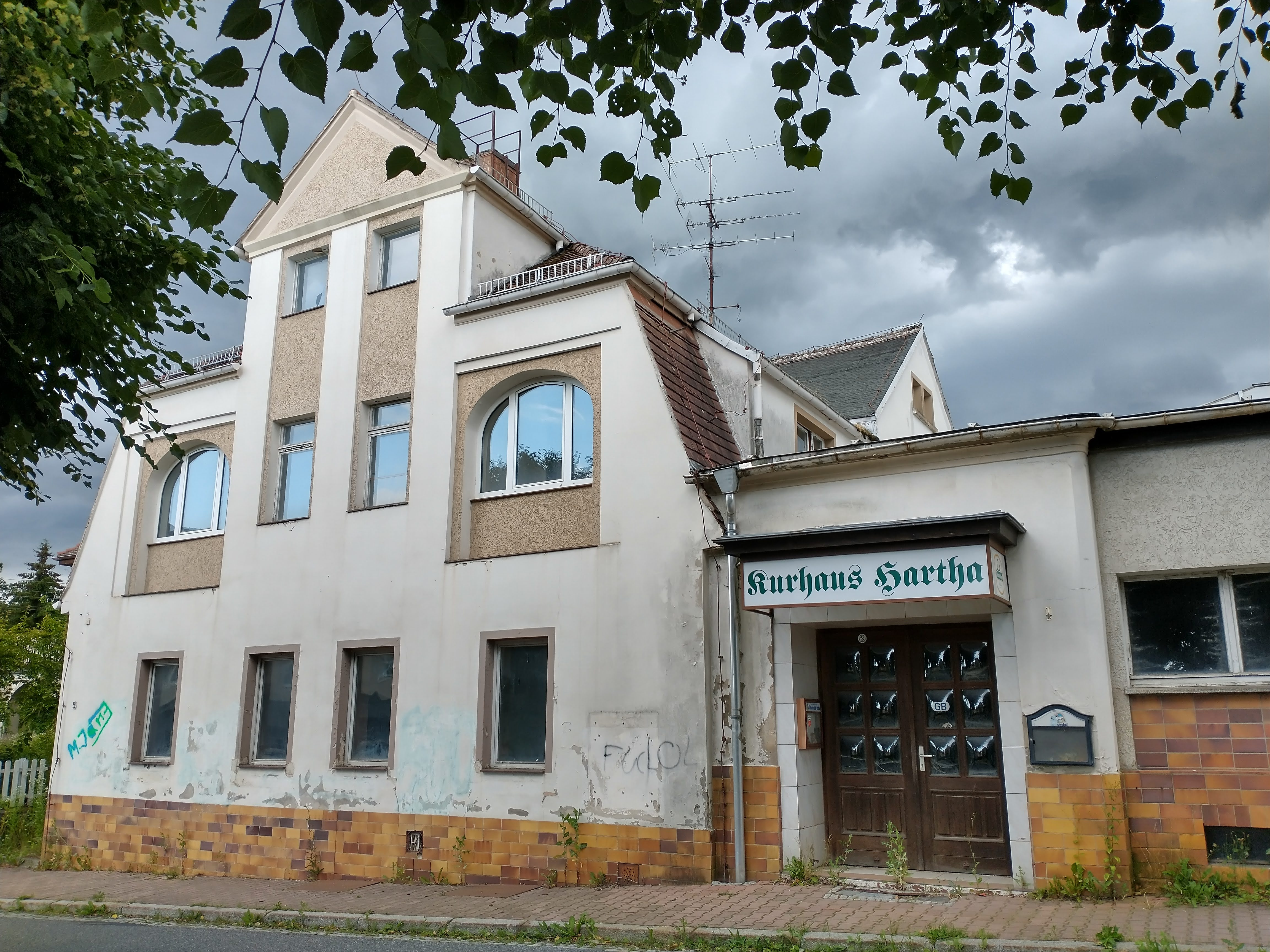
Dom zdrojowy
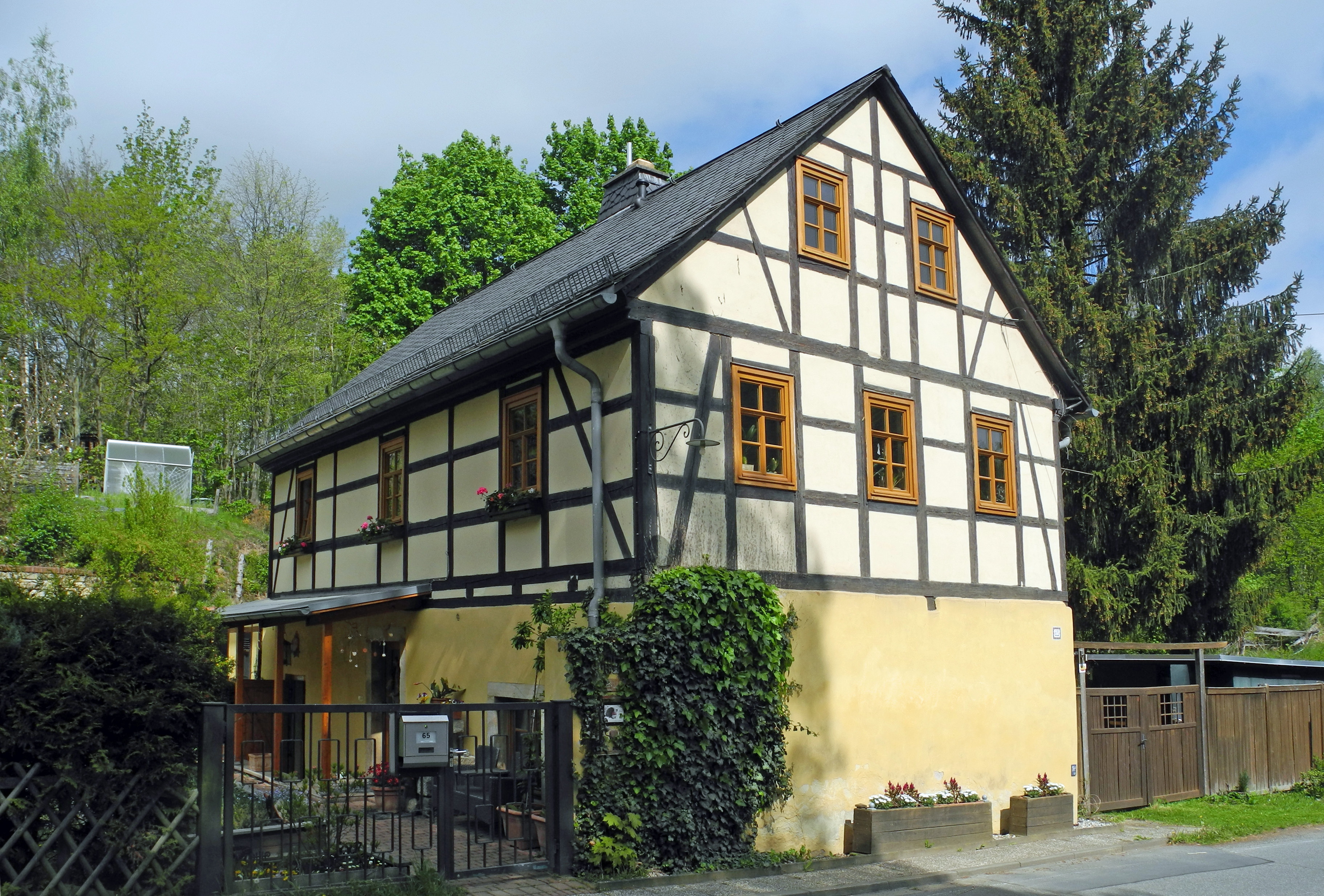
Młyn Talmühle
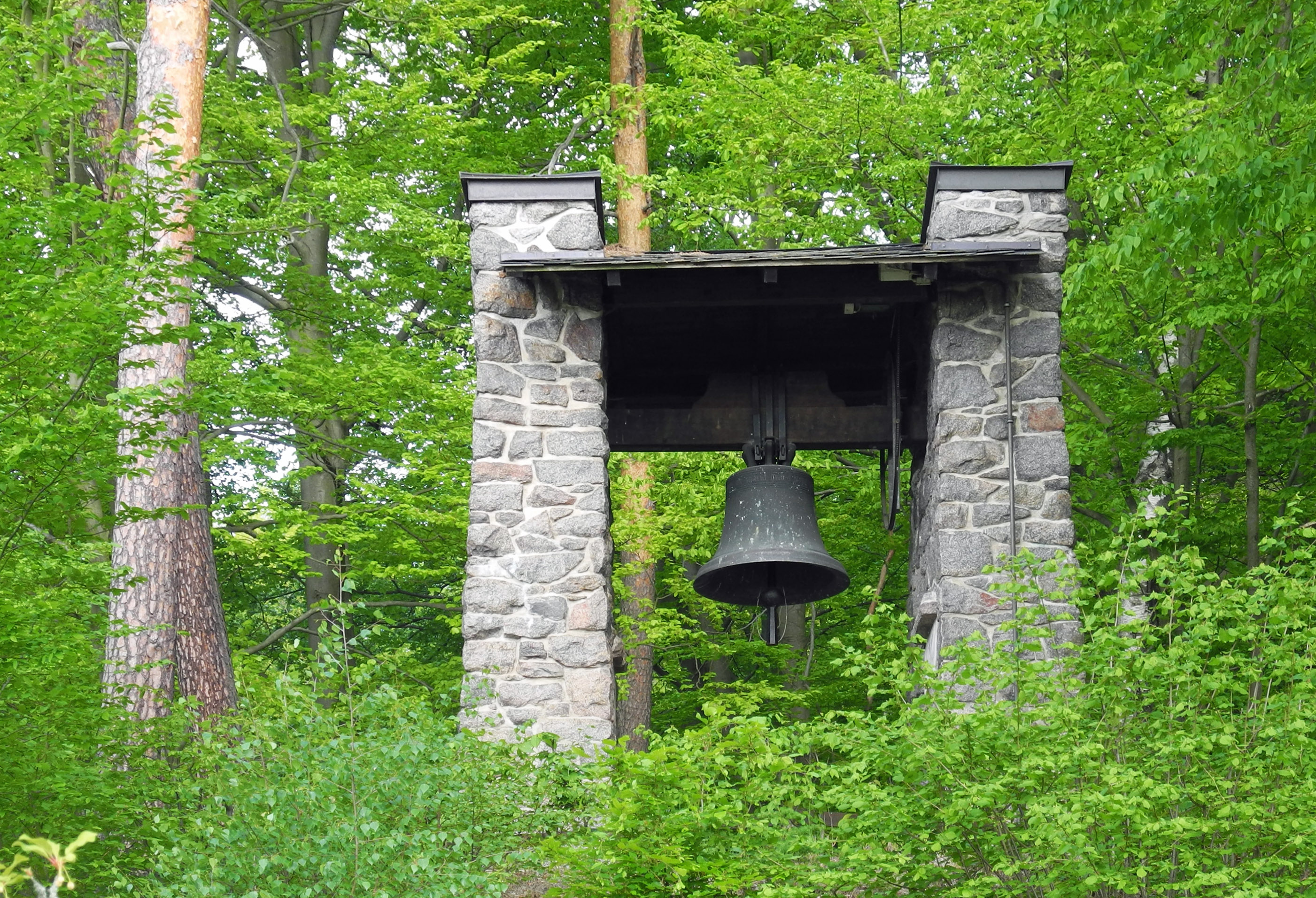
Dzwonnica Glockenstuhl